# کاراموکو دمبله
کاراموکو دمبله (انگلیسی: Karamoko Dembélé؛ زادهٔ ۲۲ فوریهٔ ۲۰۰۳) بازیکن فوتبال اهل انگلستان است ؛ که برای باشگاه فوتبال استاد برستوا ۲۹  در لیگ لوشامپیونه فرانسه بازی میکند .
از باشگاه‌هایی که در آن بازی کرده‌است می‌توان به باشگاه فوتبال سلتیک اشاره کرد.
وی همچنین در تیم‌های ملی فوتبال Scotland national under-16 football team, England national under-15 football team, Scotland national under-17 football team، زیر ۱۷ سال انگلستان، و انگلستان بازی کرده‌است. کاراموکو برادر کوچک و ناتنی عثمان دمبله است